# ポストにマヨネーズ
「ポストにマヨネーズ」は、斉藤和義の7作目のシングル。1995年3月1日にファンハウスから発売された。

## 概要
3枚目のアルバム『WONDERFUL FISH』からのリカットシングル。C/Wは、上記アルバムタイトル曲の別ヴァージョン。

## 収録曲
全曲 作詞・作曲・編曲：斉藤和義（特記以外）
1. ポストにマヨネーズ
2. WONDERFUL FISH [EXTENDED VERSION]
編曲：宮内和之